# 141P/Machholz 2
141P/Machholz 2, komet Jupiterove obitelji, objekt blizu Zemlji. 